# Diplocephalus caucasicus
Diplocephalus caucasicus là một loài nhện trong họ Linyphiidae.
Loài này thuộc chi Diplocephalus. Diplocephalus caucasicus được Andrei V. Tanasevitch miêu tả năm 1987.